# Ranunculus subhomophyllus
Ranunculus subhomophyllus là một loài thực vật có hoa trong họ Mao lương. Loài này được (Hal�csy) Vierh. miêu tả khoa học đầu tiên năm 1935.